# Satchkhere (municipalité)
La municipalité de Satchkhere, (en géorgien : საჩხერის მუნიციპალიტეტი, phonétiquement satchkhéris mounitsipalitéti)  est un district de la région d’Iméréthie, en Géorgie. Sa capitale est la ville de Satchkhere.

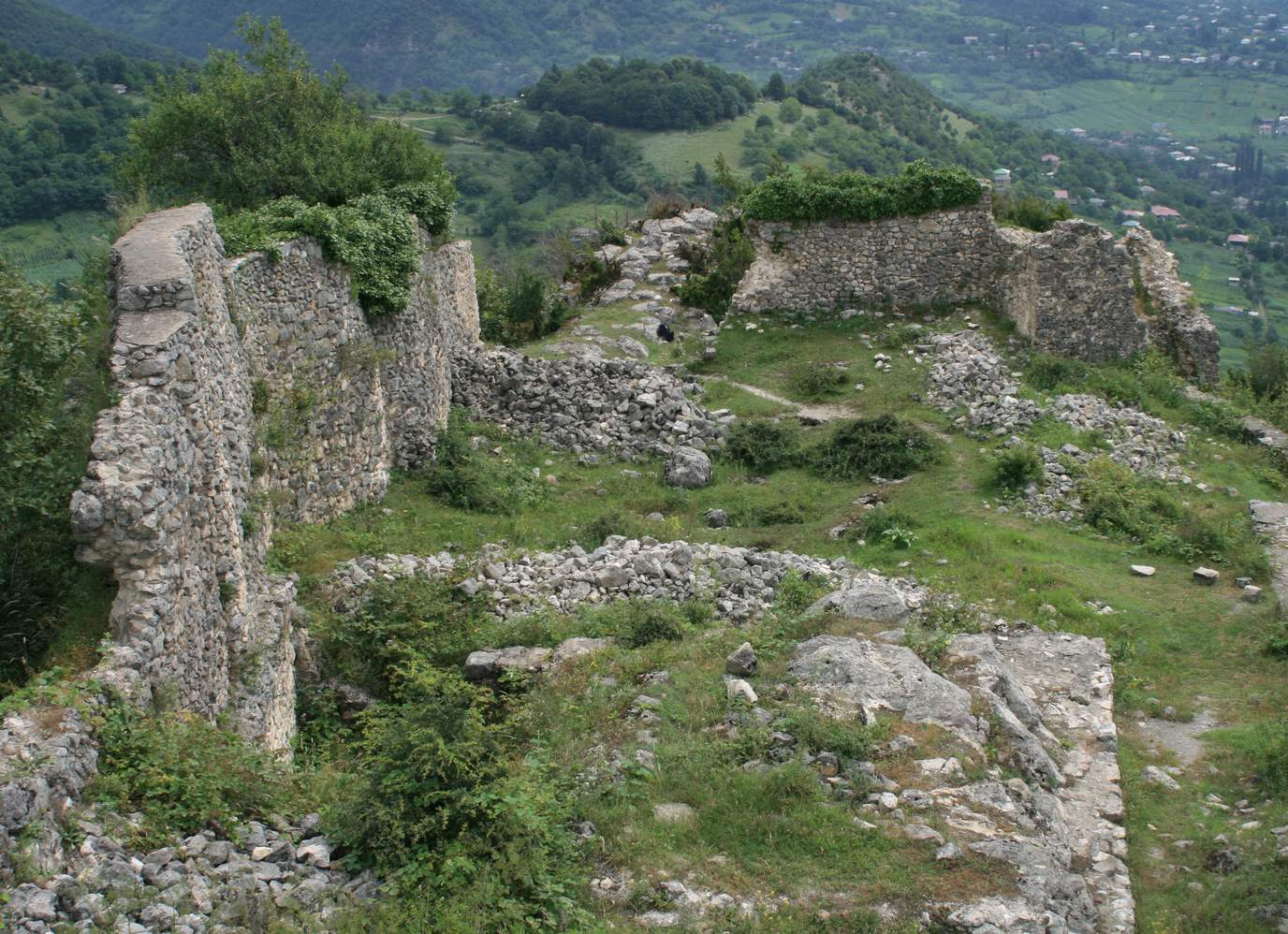
Forteresse de Modinache

## Géographie
Il est entouré au nord du district d’Oni, au nord-est du district de Djava –sécessionniste sous le nom de district de Dzau-, à l’est de ceux de Kareli –en partie sécessionniste sous le nom de district de Znaur- et de Khachouri, au sud de celui de Kharagaouli et à l’ouest de celui de Tchiatoura.
Il a une superficie de 973 m2.

## Histoire
Après la chute de l'URSS, de janvier 1991 à juin 1992, la région située à l’est du district a été le théâtre d'un premier conflit armé entre forces ossètes et forces géorgiennes : il s'est conclu par un accord de cessez-le-feu, l'implantation d'un contingent militaire russe sur la partie nord du territoire, et l'auto-proclamation de son indépendance sous la dénomination République d'Ossétie du Sud.
En août 2008, un deuxième conflit, entre forces ossètes et russes d'une part et forces géorgiennes d'autre part, a vu le jour : il s'est conclu par un cessez-le-feu lui aussi, l'amputation d'une partie du district de Satchkhere -rattachée au district de Dzau- et une reconnaissance internationale de la République d'Ossétie du Sud limitée à la Russie, au Vénézuela, au Nicaragua et aux îles Nauru.
.

## Démographie

### Évolution de la population (2011 à 2016)
Du 1er janvier 2011 au 1er janvier 2016,  la population a diminué de 10 000 personnes. Si les surestimations administratives en sont une cause, la sous-estimation du phénomène de migration en est une autre : les mouvements de population des campagnes vers les villes (essentiellement  Tbilissi) et des villes vers l'étranger se poursuivent, sans oublier les conséquences de la guerre russo-géorgienne d’août 2008.
| Année | Urbaine | Rurale | Totale |
| 2011  | 7 200   | 40 500 | 47 700 |
| 2012  | 7 200   | 40 900 | 48 100 |
| 2013  | 7 200   | 40 800 | 48 000 |
| 2014  | 7 200   | 40 900 | 48 100 |
| 2015  | 6 200   | 31 600 | 37 800 |
| 2016  | 6 100   | 31 700 | 37 800 |